# Vega Gamleby
Pour les articles homonymes, voir Vega (homonymie).
Le Vega Gamleby est, depuis 2011, un trois-mâts goélette (ou barquentine) à coque en bois construit en 1909. C'était une ancienne goélette à trois mâts (ou goélette franche) suédoise. 

Son port d'attache actuel est Gamle Oslo en  Suède

## Histoire
La goélette franche Vega a été construite en 1909 à Viken. Basée à Lerberget puis Höganäs, elle a navigué en mer Baltique, uniquement à la voile jusqu'en 1932 date à laquelle elle fut motorisée.  

Elle fut enregistrée à Skärhamn jusqu'en 1966. Elle fut achetée par B. Guthenberg et basée à Stockholm,puis changea plusieurs fois de propriétaires. Manque d'entretien elle fut vouée à la démolition en 1985.   
Vega a été donné à la Fondation Homme et la mer d'Oslo (Stiftelsen Människan och Havet), qui en assura la restauration de 1993 à 2008, car cette goélette était la dernière de sa génération encore en navigation.
Désormais gréée en trois-mâts goélette elle renavigue en mer Baltique et participe à des évènements maritimes locaux comme la Hanse Sail de Rostock.
|  |
|  |

|  |
|  |

|  |
|  |